# Município de Manchester (condado de Adams, Ohio)
O município de Manchester (em inglês: Manchester Township) é um município localizado no condado de Adams no estado estadounidense de Ohio. No ano de 2010 tinha uma população de 2.052 habitantes e uma densidade populacional de 327,52 pessoas por km².

## Geografia
O município de Manchester encontra-se localizado nas coordenadas 38° 41′ 42″ N, 83° 35′ 53″ O. Segundo a Departamento do Censo dos Estados Unidos, o município tem uma superfície total de 6.27 km², da qual 6,22 km² correspondem a terra firme e (0,74 %) 0,05 km² é água.

## Demografia
Segundo o censo de 2010, tinha 2.052 habitantes residindo no município de Manchester. A densidade populacional era de 327,52 hab./km². Dos 2.052 habitantes, o município de Manchester estava composto pelo 96,2 % brancos, o 0,19 % eram afroamericanos, o 0,49 % eram amerindios, o 0,1 % eram asiáticos, o 0,68 % eram de outras raças e o 2,34 % eram de uma mistura de raças. Do total da população o 1,66 % eram hispanos ou latinos de qualquer raça.